# Overstort

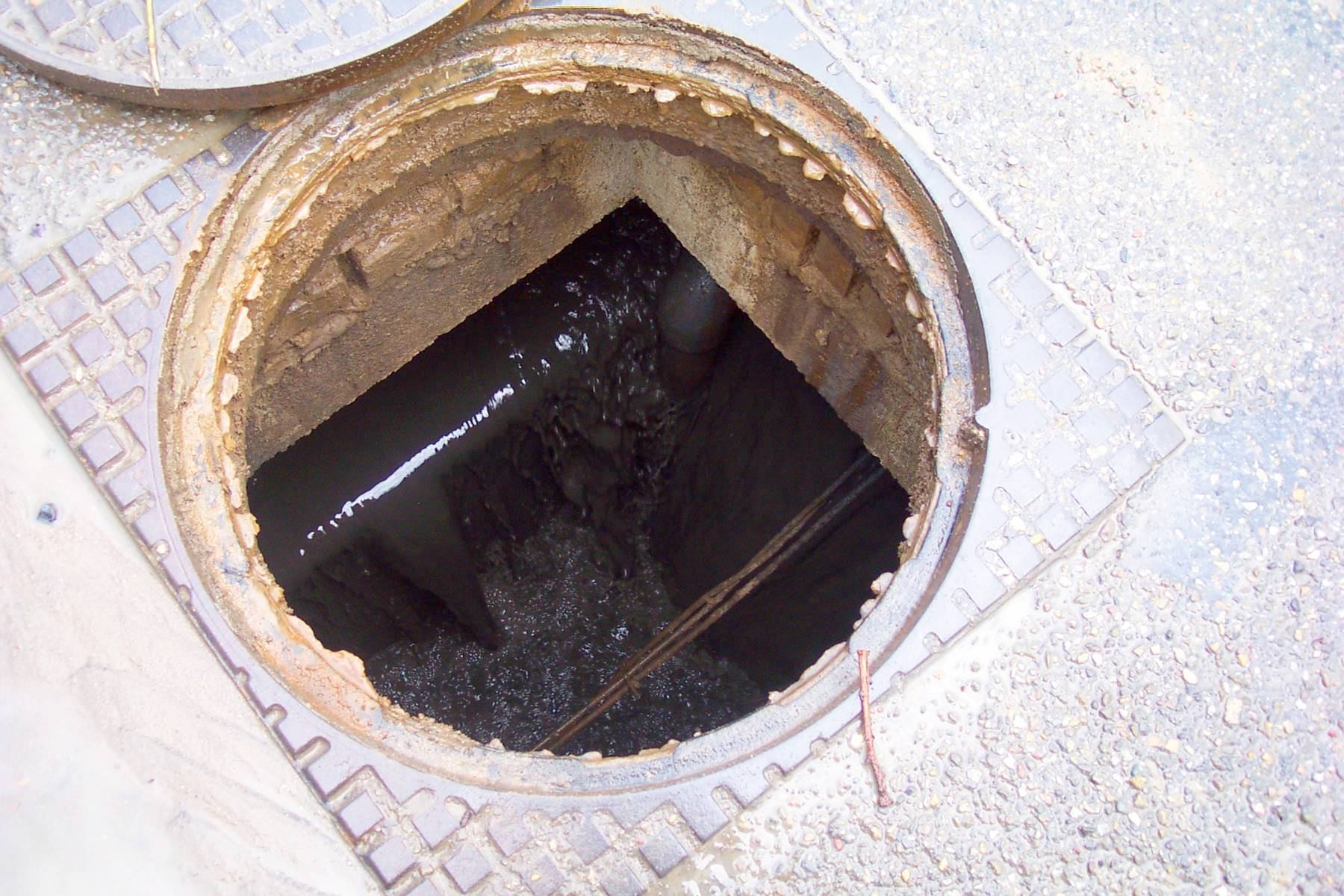
Een overstort in werking

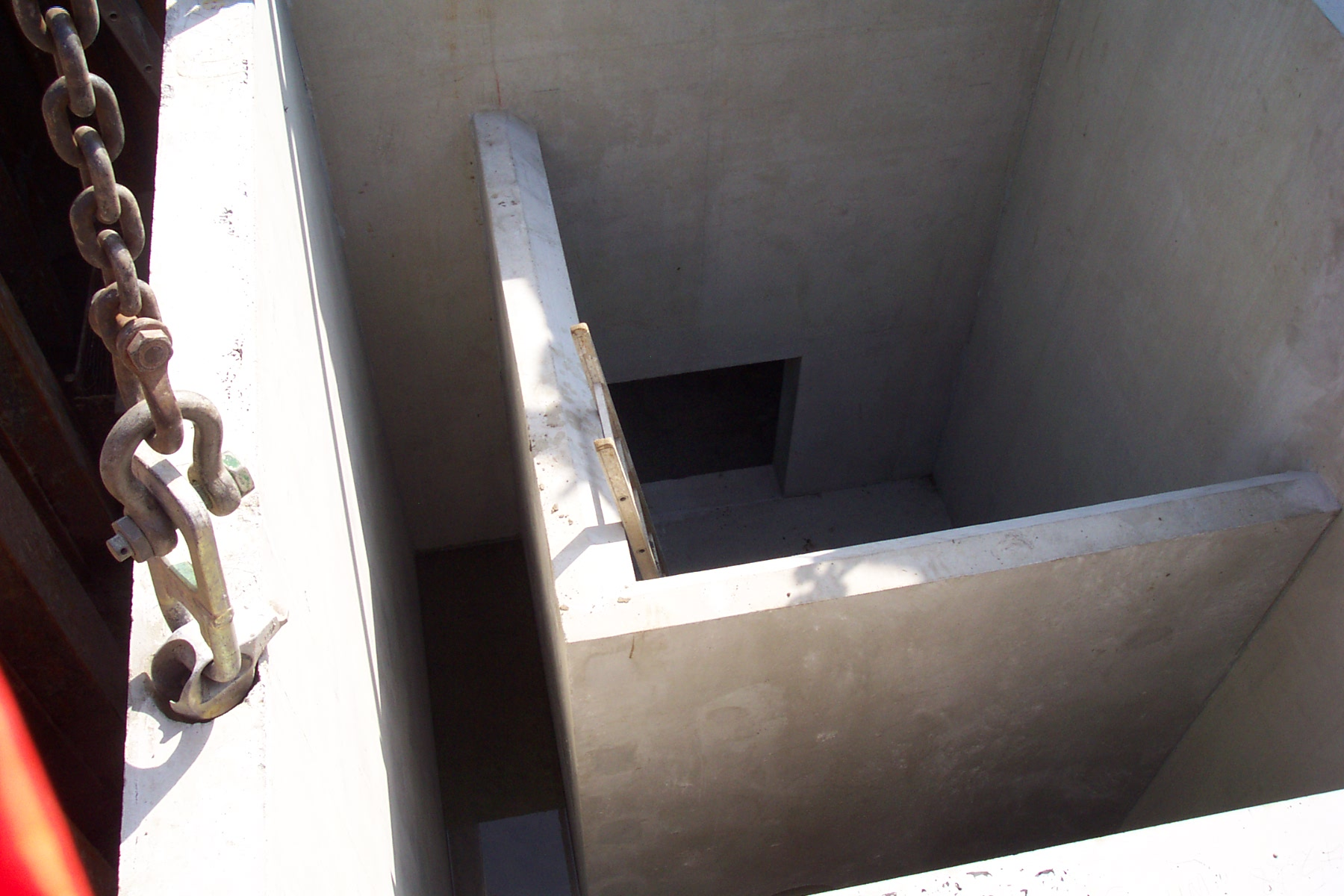
Een prefab-overstortput tijdens de bouw

Een overstort is een kunstwerk met als doel het afvoeren van (pieken in) overtollig rioolwater vanuit de gemengde riolering naar het oppervlaktewater. Zodra een overstort in werking treedt, vindt een overstorting plaats. Het is een noodventiel, om te voorkomen dat in de bebouwde omgeving gebouwen, wegen en andere plekken onder water komen te staan en afvalwater gezondheidsrisico's oplevert.

## Historie en techniek
Van oudsher is het op veel plaatsen zo gegroeid dat vuil en schoon (regen) water tegelijk afgevoerd worden. In Nederland is twee derde van de woningen aangesloten op zo'n gemengd rioolstelsel. In tijden van hevige of langdurige regenval vult een gemengd rioolstelsel of hemelwaterriool zich met het gevallen regenwater en in eerste instantie wordt alles afgevoerd. Op een gegeven moment kan de situatie ontstaan dat de afvoer- en bergingscapaciteit van de buizen en het rioolgemaal de hoeveelheid gevallen regen niet aankunnen (net zoals een file ontstaat als er te veel verkeer op de weg komt). Dus als de afvoer kleiner is dan het aanbod, dan moet het water op een andere manier afgevoerd worden om water op straat en wateroverlast te voorkomen. Zonder overstorten zou die wateroverlast tientallen miljoenen euro's schade per jaar en meer ziekte veroorzaken. Het overtollige rioolwater wordt zodra de riolering vol is via een overstortput op het oppervlaktewater geloosd. De overstort ligt precies op die hoogte dat het water in het bebouwd gebied niet of nauwelijks voor problemen zorgt. In Nederland worden rioolstelsels zo ontworpen dat overstortingen gemiddeld ongeveer 5 tot 6 keer per jaar plaatsvinden. 

## Samenstelling overstortwater

### Gemengde riolering
Ongeveer 98% van het overstortwater is regenwater. Daarnaast kan overstortwater menselijke uitwerpselen, urine, wc-papier, wasmiddelen en andere stoffen bevatten die in huishoudens en industrie gebruikt worden. Hoewel het niet in de riolering thuishoort komen ook maandverband, inlegkruisjes, condooms en andere soortgelijke zaken voor in het overstortwater. Met name de organische stoffen kunnen ervoor zorgen dat in het ontvangende oppervlaktewater een tijdelijk zuurstoftekort ontstaat, waardoor soms vissterfte optreedt. Sommige gemeenten en waterschappen bestrijden dit door bij een overstort beluchting van het oppervlaktewater (bijv. vijver) toe te passen). Een overstorting kan ook gepaard gaan met stank. Aangezien een overstort normaal gesproken alleen plaatsvindt tijdens regenbuien is de stankoverlast meestal beperkt (de lucht wordt neergeslagen door de regen en verwaait door de wind en er zijn weinig mensen buiten tijdens regenbuien).

### Regenwateruitlaat
Overigens, ook vanuit een hemelwaterriool zal bij hevige neerslag water op het oppervlaktewater geloosd worden. Dat gebeurt niet via een overstort, maar via een regenwateruitlaat. Het geloosde water vanuit een hemelwaterriool is relatief schoon. De kleine hoeveelheid verontreinigingen die in het hemelwater komen zijn zware metalen als lood, zink en koper als gevolg van bouwmaterialen (dakgoten, regenpijpen etc) en het wegverkeer. Daarnaast kunnen zand, klei en organische resten van planten en bomen aangetroffen worden. Dierlijke uitwerpselen (met name van honden) kunnen ook een bron van vervuiling zijn. Ook strooizout en bestrijdingsmiddelen kunnen via een regenwaterriool afstromen naar open water.

## Maatregelen
Er zijn in Nederland nauwelijks knelpunten door overstorten door uitgebreide milieumaatregelen van gemeenten en waterschappen in het verleden. In de jaren 1990-2005 zijn alle overstorten die ook maar enig risico met zich meebrachten voor de volksgezondheid, zwemwater en veedrenking aangepast.
Voor alle andere overstorten moesten de beheerders van rioolstelsels, veelal gemeenten, op grond van de Wet verontreiniging oppervlaktewateren een vergunning aanvragen en aan een aantal eisen voldoen. De belangrijkste eis was vastgelegd in de zogenaamde basisinspanning, wat betekende dat de maximale vuiluitworp niet groter mocht zijn dan een zogenaamd referentiestelsel. Dit is een theoretische verbeterd gescheiden rioolstelsel met eenzelfde aangesloten oppervlakte en aanbod aan afvalwater. Voor veel gemeenten betekent dit dat men voorzieningen moest treffen en heeft getroffen om de vuiluitworp te beperken. De maatregelen zijn te verdelen in twee categorieën:
- De bouw van randvoorzieningen zoals bergbezinkbassins, bergingsbassins- en riolen en de aanpassing van de capaciteit van de rioolgemalen en/of de rioolwaterzuiveringsinstallatie
- Het afkoppelen van regenwater waardoor minder regenwater in het gemengde stelsel terechtkomt. Het water wordt dan rechtstreeks naar het oppervlaktewater afgevoerd of via infiltratie in het grondwater.

De gemeenten hebben sinds 1990 hier grote (financiële) inspanningen geleverd. Inmiddels is het besef gegroeid dat bij de aanpak van knelpunten in het oppervlaktewater naast overstorten veel meer emissiebronnen in ogenschouw genomen moeten worden, en dat andere oplossingen vaak veel doelmatiger zijn (andere bronnen verminderen of het watersysteem aanpassen).